# Chloropoea comorana
Chloropoea comorana är en fjärilsart som beskrevs av Charles Oberthür 1890. Chloropoea comorana ingår i släktet Chloropoea och familjen praktfjärilar. Inga underarter finns listade i Catalogue of Life.